# Al-Hadisa
Al-Hadisa (arab. ‏الحديثة‎ al-Hadītah, ang. Haditha) – miasto w zachodnim Iraku w muhafazie Al-Anbar.
Znajduje się na rzece Eufrat, 240 km na północny zachód od Bagdadu. Przed rokiem 2003 miało około 90 tys. mieszkańców w większości sunnici. Miasto leży nad sztucznie utworzonym jeziorem w następstwie powstała największa w tym kraju elektrownia wodna „Tama Hadisa”.
W 2005 doszło tutaj masakry cywilów przez wojska USA znane jako Haditha killings (zob. Masakra w Al-Hadisie).